# Simon Zoltán (színművész)
Simon Zoltán (Budapest, 1989. április 4.–) magyar színművész.

## Élete
A Hild József Általános Iskola tanulója volt 1996–2000 között, majd az ELTE Trefort Ágoston Gyakorló Iskolájába járt. Érettségi vizsgáját 2007-ben a Szilágyi Erzsébet Gimnáziumban szerezte meg. Ezt követően nyert felvételt a Színház- és Filmművészeti Egyetemre, ahol 2012-ben végzett Máté Gábor osztályában. Gyakorlatát a Katona József Színházban töltötte. 
Diplomaszerzés után szerződött a Miskolci Nemzeti Színházhoz, ahol az egyik legfoglalkoztatottabb színművész lett. 2025-ig volt a társulat tagja. 2025-től a Katona József Színház színésze.
7 évig vízilabdázott a BVSC-ben.

## Szerepei

### Fontosabb színházi szerepek
- Spira, Lepsénynél még megvolt; r.: Radnai Márk, Szabadtéri színház: Balatonföldvár, Szentendre (2012. július–augusztus)
- Oroszlán, Óz a nagy varázsló; r.: Seres Ildikó, Miskolci Nemzeti Színház (bemutató: 2012. június 3.)
- Főnök fia, Kutyaszorítóbban; r.: Radnai Márk, Bárka Színház Budapest 2012. február-május, Zsámbéki Művészeti Bázis 2011. augusztus
- Yerma; r.: Rába Roland, Radnóti Miklós Színház, Budapest (bemutató: 2011. április 21.)
- Pygmalion; r.: Valló Péter Radnóti Miklós Színház, Budapest (bemutató: 2011.február 27.)
- Alkony; r.: Valló Péter, Radnóti Miklós Színház, Budapest (bemutató: 2010. december 19.)
- Rendőr, Cigányok; r.: Máté Gábor, Katona József Színház (bemutató: 2010. október 15.)
- Gondnokság (színházi sorozat, egyik epizód); r.: Dömötör András, Katona József Színház
- Túl a Maszat-hegyen; r.: Tóth András, Jászai Mari Színház (bemutató: 2009. október 9.)
- Homburg herceg; r.: Dömötör András, Örkény István Színház, Budapest (2009)

### Fontosabb miskolci szerepek
- Vasgyúró – Úri muri
- Mindenütt nő – Kislányok, csajok, nők
- Oroszlán – Óz, a nagy varázsló
- Johann – A hideg gyermek
- Laertes – Hamlet
- Mi és Miskolc
- Új szöveg – Megtisztulás helyett
- Egy óra versek között
- Hunor – PALINKANTZAROI
- Eilif – Kurázsi mama és gyermekei
- Becsey tiszttartó – Lili bárónő
- Giglia – Az ember, az állat és az erény
- Ezreddobos – Woyzeck
- Medvefia – Holdbeli csónakos
- Mit csinálsz, ha... /... Diótörőt játszunk/... unatkozol
- Norbi – Kokainfutár
- Walter, TÖRVÉNYSZÉKI TANÁCSOS – Az eltört korsó
- Liliom – Liliom
- Ádám – Az ember tragédiája
- Rysek – A mi osztályunk
- Orlando – Ahogy tetszik
- Szimon Csacsava – Kaukázusi krétakör
- Don Juan – Don Juan
- Adam – Ádám almái
- Antonio – Velencei Kalmár
- Balázsházy főhadnagy – Feketeszárú cseresznye
- Kolhaas Mihály – K-ügy
- Miniszter – A miniszter félrelép

## Filmek
- A Viszkis (2017)
- Holnap tali – A premier (2018)
- Együtt kezdtük (2022)

## Sorozatok
- Munkaügyek (2013)
- Egynyári kaland (2018)
- Akcióhősök (2018)
- 200 első randi (2018–2019)
- Cella – Letöltendő élet (2023)
- S.E.R.E.G. (2024)

## Díjai
- Kilátó díj (2015)[4]
- Legjobb mellékszereplő díj (2015 Miskolci Nemzeti Színház)
- Évad színésze (2016 Miskolci Nemzeti Színház)
- Junior Príma díj (2018)[5]